# 1770.
1770. je osmo desetletje v 18. stoletju med letoma 1770 in 1779. 